# 直立性低血壓
直立性低血壓（orthostatic hypotension，OH）又称體位性低血壓（postural hypotension），是因血压调节反射异常导致的直立后血压异常下降的现象，卧姿时血压通常会恢复正常。直立性低血压可引起脑供血不足症状，如头晕、乏力、视物模糊、面色苍白、黑矇、晕厥等。可应用血管收缩药物进行治疗。直立性低血压多出现在中老年患者身上，男性发病率高于女性。
直立性低血壓有许多异名：起立性低血壓、姿勢性低血壓、姿態性低血壓、姿位性低血壓等。
相对地，另有平卧时血压反而降低的姿位性低血壓。

## 分类
直立性低血压多与低血容量、服用药物、原发或继发自主神经功能紊乱等有关；常见原因可分为原发性、继发性和药物引起的三种。

### 原发性
原发性直立性低血压是一种原发性神经系统变性疾病的症状，多为进行性加重的中枢神经系统和自主神经系统变性病。临床表现除了有直立性低血压所导致的晕厥，可能合并膀胱功能障碍、大便失禁、无汗、共济失调、勃起功能障碍等，也常伴锥体外系损害和小脑、脑干或锥体束损伤的症状等，甚至出现精神症状和痴呆。

### 继发性
继发性直立性低血压是继发性自主神经功能衰竭的症状，可由糖尿病、淀粉样变性、酒精中毒、自身免疫性疾病、急性感染性多发神经炎、维生素B12缺乏、神经系统感染、肉毒中毒、脑损伤、脑肿瘤波及下丘脑和中脑、多发性硬化症等引起。

### 药物性
常由抗高血压药物、抗抑郁药、精神安定剂、α受体阻滞剂、肾上腺素能神经元阻断药、神经节阻滞药等引起。

## 外部連結
- Bradley JG, Davis KA. . Am Fam Physician. Dec 2003, 68 (12): 2393–8  [2014-03-01]. PMID 14705758. （原始内容存档于2008-09-04）.
- DYNA Dysautonomia Youth Network of America, Inc. （页面存档备份，存于）
- Dysautonomia Information Network（页面存档备份，存于）
- Dysautonomia Support Network （页面存档备份，存于）
- Drugs that cause Orthostatic hypotension（页面存档备份，存于） – wrongdiagnosis.com
- Timothy C. Hain, MD. Orthostatic hypotension （页面存档备份，存于）